# SeaWiFS
SeaWIFS (ang. Sea-Viewing Wide Field-of-View Sensor – morski czujnik szerokiego pola widzenia) – czujnik satelitarny przeznaczony do gromadzenia globalnych danych biologicznych z oceanów. Jego główna misja, trwająca od września 1997 r. do grudnia 2010 r., polegała na oznaczeniu ilościowym chlorofilu wytwarzanego przez fitoplankton morski (mikrorośliny).

## Czujnik

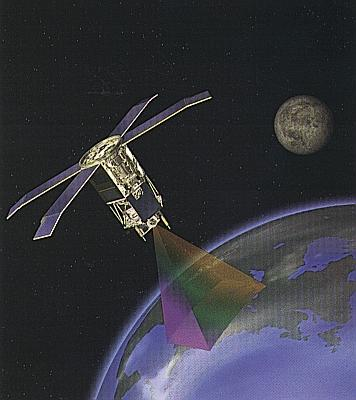
Satelita SeaStar, który wyniósł SeaWiFS

SeaWiFS był jedynym przyrządem pomiarowym na pokładie sztucznego satelity GeoEye OrbView-2 (AKA SeaStar) i kontynuował eksperyment satelity Nimbus 7 z kolorowym skanerem strefy przybrzeżnej. Wyniesiony został 1 sierpnia 1997 r. na małej rakiecie Orbital Sciences Pegasus. SeaWiFS rozpoczął obserwację 18 września 1997 r. i przestał zbierać dane 11 grudnia 2010 r., znacznie przekraczając przewidziany okres działania wynoszący 5 lat. Rozdzielczość czujnika wynosiła 1,1 km (LAC), 4,5 km (GAC). Czujnik rejestrował informacje w następujących pasmach optycznych:
| Pasmo | Długość fali |
| ----- | ------------ |
| 1     | 402–422 nm   |
| 2     | 433–453 nm   |
| 3     | 480–500 nm   |
| 4     | 500–520 nm   |
| 5     | 545–565 nm   |
| 6     | 660–680 nm   |
| 7     | 745–785 nm   |
| 8     | 845–885 nm   |

Czujnik został zaprojektowany specjalnie do monitorowania cech oceanów, takich jak stężenie chlorofilu-a i klarowność wody. Był w stanie przechylić się do 20 stopni, aby uniknąć światła słonecznego odbitego od powierzchni morza. Ta funkcja jest ważna na szerokościach równikowych, gdzie odbicie światła słonecznego często przesłania kolor wody. SeaWiFS użył morskiej boi optycznej do dodatkowej kalibracji.
Misja SeaWiFS była współpraca przemysłowo/rządowa, przy czym NASA Ocean Biology Processing Group w Centrum Lotów Kosmicznych imienia Roberta H. Goddarda odpowiadała za gromadzenie danych, przetwarzanie, kalibrację, walidację, archiwizację i dystrybucję. Obecnym kierownikiem projektu SeaWiFS jest Gene Carl Feldman.

## Ocena zawartości chlorofilu

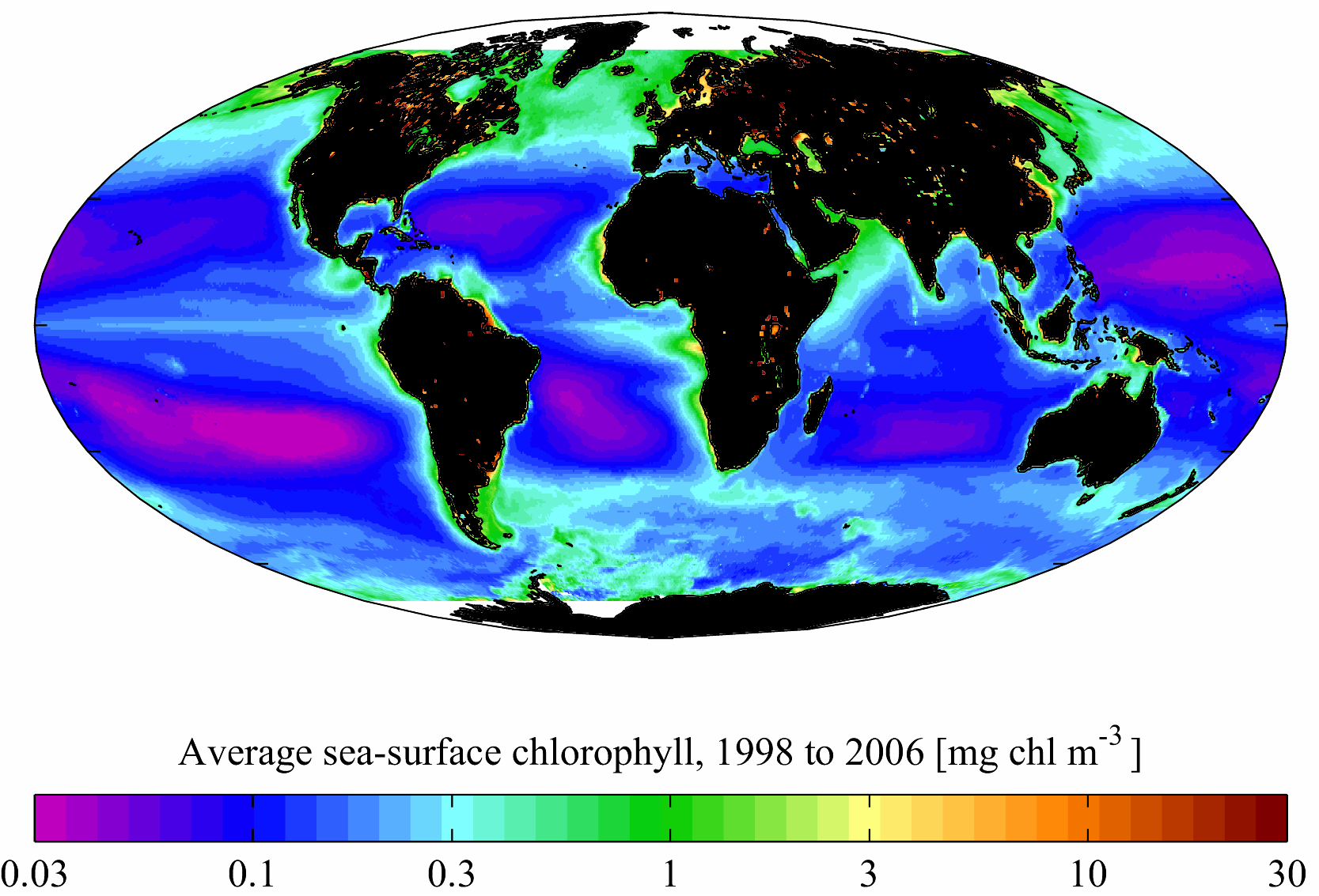
Średnia zawartość chlorofilu na powierzchni morza określona przez SeaWIFS w latach 1998–2006.

Stężenie chlorofilu jest określane z obrazów koloru oceanu. Ogólnie rzecz biorąc, im bardziej zielona woda, tym więcej jest w wodzie obecnego fitoplanktonu i jest wyższe stężenia chlorofilu. Chlorofill-a pochłania więcej światła niebieskiego i czerwonego niż zielonego, a powstałe odbite światło zmienia się z niebieskiego na zielone wraz ze wzrostem ilości chlorofilu w wodzie. Korzystając z tej wiedzy, naukowcy byli w stanie zastosować proporcje różnych kolorów odbitych do oszacowania stężeń chlorofilu.

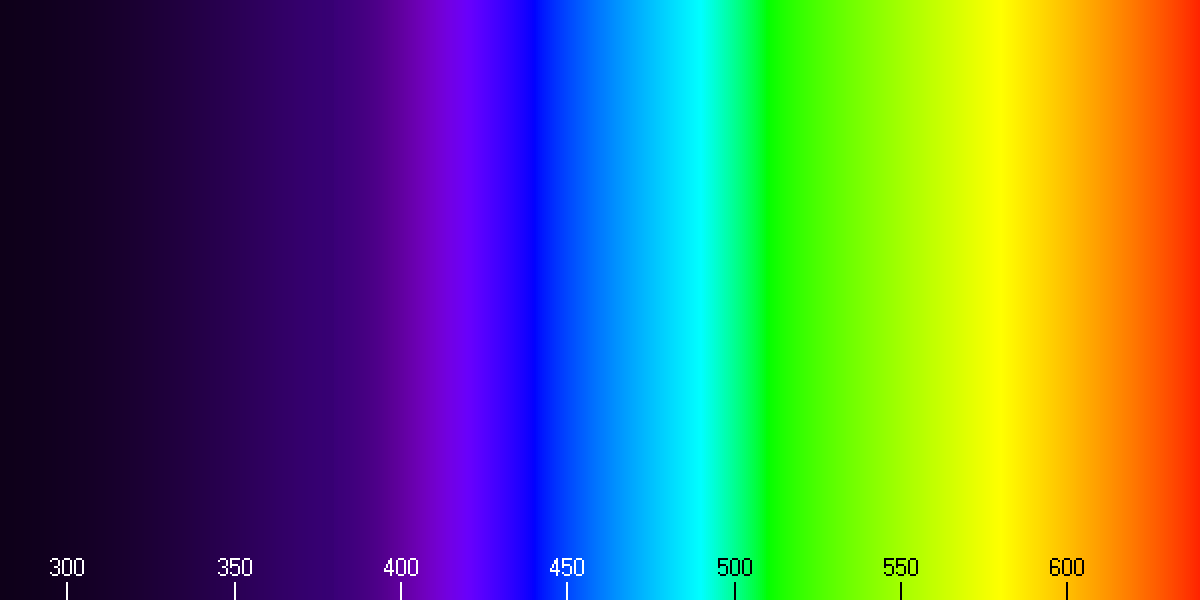
Widzialne spektrum kolorów z odpowiadającymi długościami fali w nanometrach

Wiele wzorów szacuje zawartość chlorofilu przez porównanie stosunku światła niebieskiego do zielonego i odniesienie tych stosunków do znanych stężeń chlorofilu z tych samych czasów i lokalizacji, co obserwacje satelitarne. Kolor światła jest określony przez długość jego fali, a światło widzialne ma długość fali od 400 do 700 nanometrów, przechodząc od fioletu (400 nm) do czerwieni (700 nm). Typowa zależność stosowana dla danych SeaWiFS (zwana OC4v4) dzieli maksimum współczynnika odbicia fal kilku długości (443, 490 lub 510 nm) przez współczynnik odbicia przy 550 nm. Odpowiada to z grubsza stosunkowi światła niebieskiego do światła zielonego dla dwóch długości fal licznika oraz stosunkowi dwóch różnych długości fali zielonego dla drugiej możliwej kombinacji.
Współczynnik odbicia (R) wyliczony z tej zależności jest następnie wstawiany do wielomianu trzeciego stopnia, który odnosi stosunek pasma do zawartości chlorofilu:
{\displaystyle Chl=antilog(0{,}366-3{,}067{\mathsf {R}}+1{,}93{\mathsf {R}}^{2}+0{,}64{\mathsf {R}}^{3}-1{,}53{\mathsf {R}}^{4})}
Ten wzór, podobnie jak inne, został uzyskany empirycznie przy użyciu obserwowanych stężeń chlorofilu. W celu ułatwienia tych porównań NASA utrzymuje system danych oceanograficznych i atmosferycznych o nazwie SeaBASS (SeaWiFS Bio-optical Archive and Storage System). To archiwum danych służy do opracowywania nowych algorytmów i sprawdzania poprawności danych satelitarnych przez dopasowanie stężeń chlorofilu mierzonych bezpośrednio do tych szacowanych zdalnie z satelity. Dane te można również wykorzystać do oceny korekcji atmosferycznej (omówionej niżej), która może również znacząco wpłynąć na obliczenia stężenia chlorofilu.
Przetestowano wiele algorytmów określania zawartości chlorofilu, aby sprawdzić, które najlepiej pasują do chlorofilu na całym świecie. Różne algorytmy działają inaczej w różnych środowiskach. Wiele algorytmów szacuje stężenia chlorofilu dokładniej w głębokiej czystej wodzie niż w płytkiej. W płytkich wodach odbicie od innych pigmentów, szczątków i dna oceanu może powodować niedokładności. Założone cele szacunków chlorofilu SeaWiFS to „…określenie promieniowania wychodzącego z wody o niepewności 5% w regionach czystej wody i stężenia chlorofilu-a w granicach ±35% w zakresie 0,05–50 mg m−3”. Kiedy dokładność jest oceniana w skali globalnej, a wszystkie obserwacje są pogrupowane razem, wówczas cel ten jest wyraźnie osiągnięty. Wiele szacunków satelitarnych waha się od jednej trzeciej do trzech razy więcej niż bezpośrednio zarejestrowanych na morzu, choć ogólny stosunek jest nadal dość dobry. Różnice pojawiają się przy badaniu według regionu, chociaż ogólnie wartości są nadal bardzo przydatne. Jeden piksel może nie być szczególnie dokładny, chociaż gdy przyjmowane są średnie z większych obszarów, wartości uśredniają się i zapewniają użyteczny i dokładny widok większych powierzchni. Korzyści z danych chlorofilowych z satelitów znacznie przewyższają wszelkie wady w ich dokładności po prostu ze względu na możliwy zasięg przestrzenny i czasowy. Pomiary chlorofilu na statku nie mogą zbliżyć się do częstotliwości i zasięgu przestrzennego zapewnianego przez dane satelitarne.

## Korekcja atmosferyczna

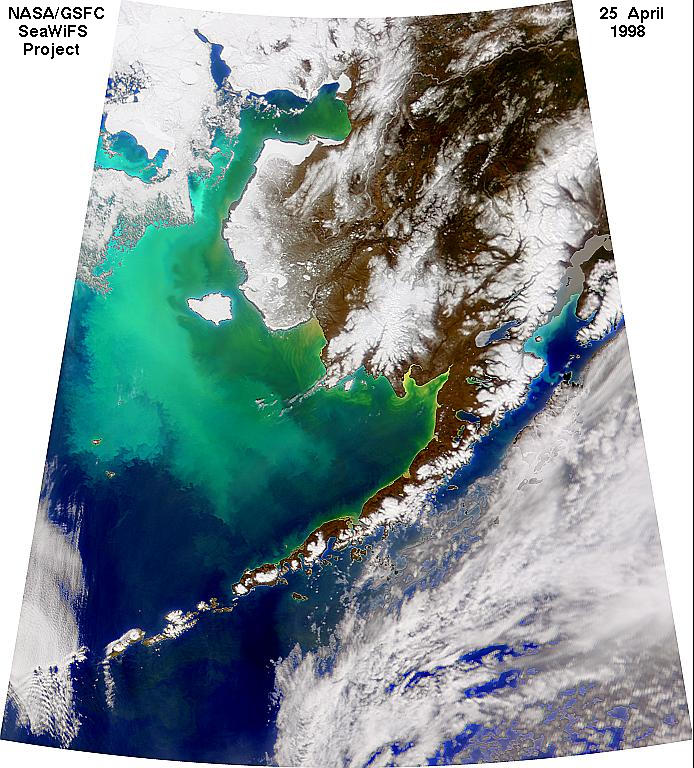
Naturalny kolor kwitnącego na Alasce fitoplanktonu (obraz SeaWiFS)

Światło odbite od oceanu pod powierzchnią nazywa się promieniowaniem opuszczającym wodę i służy do oszacowania stężeń chlorofilu. Jednak tylko około 5–10% światła w górnej części atmosfery pochodzi z promieniowania opuszczającego wodę. Pozostała część światła odbija się od atmosfery i aerozoli w atmosferze. W celu oszacowania stężeń chlorofilu należy uwzględnić to promieniowanie, które nie opuszcza wody. Część światła odbitego od oceanu, na przykład od białych powierzchni i blasku słońca, należy również usunąć z obliczeń chlorofilu, ponieważ są one reprezentacjami fal oceanu lub odbłysków słońca zamiast oceanu podpowierzchniowego. Proces usuwania tych składników nazywa się korekcją atmosferyczną.
Opis światła lub promieniowania obserwowanego przez czujnik satelity można bardziej formalnie wyrazić za pomocą następującego równania przeniesienia promieniowania:
{\displaystyle L_{T}(\lambda )=L_{r}(\lambda )+L_{a}(\lambda )+L_{ra}(\lambda )+TL_{g}(\lambda )+t(L_{f}(\lambda )+L_{W}(\lambda )),}
gdzie:
{\displaystyle L_{T}(\lambda )} – całkowite promieniowanie na szczycie atmosfery,
{\displaystyle L_{r}(\lambda )} – rozpraszanie Rayleigha przez cząsteczki powietrza,
{\displaystyle L_{a}(\lambda )} – rozpraszanie w aerozolach przy braku powietrza,
{\displaystyle L_{ra}(\lambda )} – interakcje między cząsteczkami powietrza i aerozolami,
{\displaystyle TL_{g}(\lambda )} – odbicie od połysku,
{\displaystyle t(L_{f}(\lambda ))} – odbicie od piany,
{\displaystyle L_{W}(\lambda )} – odbicie spod powierzchni wody lub promieniowanie opuszczające wodę.
Inni mogą dzielić odbicia na niektóre nieco odmienne składniki chociaż w każdym przypadku należy ustalić parametry odbicia, aby oszacować promieniowanie opuszczające wodę, a tym samym stężenia chlorofilu.

## Opracowanie danych
Chociaż SeaWiFS został zaprojektowany przede wszystkim do monitorowania z kosmosu stężeń chlorofiu-a w oceanie, zgromadził również wiele innych parametrów, które są ogólnodostępne dla celów badawczych i edukacyjnych. Te parametry oprócz chlorofilu-a obejmują współczynnik odbicia, współczynnik rozproszonego tłumienia, stężenie cząstek organicznych (POC), stężenie cząstek nieorganicznych (PIC), barwne wskaźniki rozpuszczonej materii organicznej (CDOM), promieniowanie czynne fotosyntetycznie (PAR) oraz znormalizowaną wysokość linii fluorescencji (NFLH). Ponadto, pomimo zaprojektowania do pomiaru chlorofilu oceanicznego, SeaWiFS szacuje również znormalizowany różnicowy wskaźnik wegetacji (NDVI), który jest miarą fotosyntezy na lądzie.

## Dostęp do danych

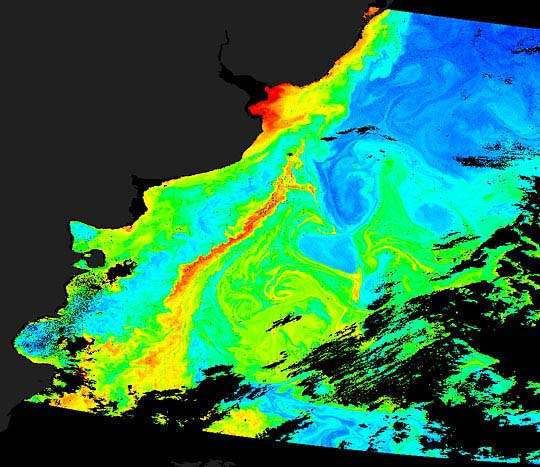
Obraz SeaWiFS w fałszywych kolorach pokazuje wysokie stężenie chlorofilu fitoplanktonu w brazylijskim regionie konfluencji prądu na wschód od Argentyny. Ciepłe kolory wskazują na wysoką zawartość chlorofilu, a chłodniejsze kolory wskazują na niższą.

Dane SeaWiFS są swobodnie dostępne z różnych stron internetowych, z których większość jest prowadzona przez organizacje rządowe. Podstawową lokalizacją danych SeaWiFS jest strona internetowa OceanColor NASA, która utrzymuje serie czasowe całej misji SeaWiFS. Witryna umożliwia użytkownikom przeglądanie pojedynczych obrazów SeaWiFS na podstawie wyboru czasu i obszaru. Strona umożliwia także przeglądanie różnych skal czasowych i przestrzennych ze skalami przestrzennymi od 4 do 9 km dla danych mapowanych. Dane są dostarczane w wielu skalach czasowych, w tym dziennych, wielodniowych (np. 3, 8), miesięcznych i sezonowych, aż do kompozycji z całej misji. Dane są również dostępne przez ftp i pobieranie zbiorcze.
Dane można przeglądać i wyszukiwać w różnych formatach i na różnych poziomach przetwarzania, z czterema ogólnymi poziomami od nieprzetworzonego do modelowanego wyniku. Poziom 0 to nieprzetworzone dane, które zwykle nie są udostępniane użytkownikom. Dane poziomu 1 są odtwarzane, ale są nieprzetworzone lub przetwarzane minimalnie. Dane poziomu 2 zawierają wyprowadzone zmienne geofizyczne, chociaż nie znajdują się na jednolitej siatce czasoprzestrzennej. Dane poziomu 3 zawierają pochodne zmienne geofizyczne podzielone na grupy lub odwzorowane na jednolitą siatkę. Wreszcie dane poziomu 4 zawierają zmienne modelowane lub pochodne, takie jak pierwotna produktywność oceanu.
Naukowcy, którzy chcą tworzyć obliczenia chlorofilu lub innych parametrów różniących się od tych podanych na stronie OceanColor, prawdopodobnie wykorzystaliby dane z poziomu 1 lub 2. Można to zrobić na przykład w celu obliczenia parametrów dla określonego regionu globu, podczas gdy standardowe opracowania danych SeaWiFS są zaprojektowane z myślą o globalnej dokładności z koniecznymi kompromisami dla określonych regionów. Naukowcy, którzy są bardziej zainteresowani powiązaniem standardowych wyników SeaWiFS z innymi procesami, zwykle będą wykorzystywać dane poziomu 3, szczególnie jeśli nie mają zdolności, umiejętności lub zainteresowania pracą z danymi poziomu 1 lub 2. Dane poziomu 4 mogą być wykorzystane do podobnych badań związanych z modelowanym wynikiem.

## Oprogramowanie
NASA oferuje bezpłatne oprogramowanie zaprojektowane specjalnie do pracy z danymi SeaWiFS za pośrednictwem strony internetowej kolorów oceanu. Oprogramowanie, zatytułowane SeaDAS (SeaWiFS Data Analysis System), zostało stworzone do wizualizacji i przetwarzania danych satelitarnych i może współpracować z danymi poziomu 1, 2 i 3. Chociaż pierwotnie zostało zaprojektowane dla danych SeaWiFS, jego możliwości zostały rozszerzone do pracy z wieloma innymi źródłami danych satelitarnych. Inne oprogramowanie lub języki programowania, takie jak Matlab, IDL lub Python, mogą być również używane do wczytywania danych SeaWiFS i pracy z nimi.

## Aplikacje

Pompa biologiczna, cykl powietrzno-morski i sekwestracja CO_{2}

Szacowanie ilości globalnego lub regionalnego chlorofilu, a tym samym fitoplanktonu, ma duże znaczenie dla zmian klimatu i produkcji rybnej. Fitoplankton odgrywa ogromną rolę w absorpcji światowego dwutlenku węgla, głównego czynnika przyczyniającego się do zmian klimatu. Odsetek fitoplanktonu tonie w dnie oceanu, skutecznie usuwając dwutlenek węgla z atmosfery i zatrzymując go w głębokim oceanie przez co najmniej tysiąc lat. Dlatego stopień pierwotnej produkcji w oceanie może odgrywać dużą rolę w spowalnianiu zmian klimatu. Lub, jeśli nastąpi spowolnienie produkcji pierwotnej, zmiany klimatu można przyspieszyć. Niektórzy zaproponowali nawożenie oceanu żelazem w celu promowania zakwitów fitoplanktonu i usuwania dwutlenku węgla z atmosfery. Niezależnie od tego, czy te eksperymenty są podejmowane, czy nie, szacowanie stężeń chlorofilu w oceanach świata i ich rola w pompie biologicznej oceanu może odegrać kluczową rolę w naszej zdolności przewidywania zmian klimatu i przystosowywania się do nich.
Fitoplankton jest kluczowym składnikiem podstawy oceanicznego łańcucha pokarmowego, a oceanografowie od pewnego czasu wysuwają hipotezę o związku między chlorofilem oceanicznym a produkcją łowisk. Stopień, w jakim fitoplankton odnosi się do produkcji ryb morskich, zależy od liczby ogniw troficznych w łańcuchu pokarmowym oraz od wydajności każdego ogniwa. Szacunki dotyczące liczby połączeń troficznych i wydajności troficznych od fitoplanktonu do połowów komercyjnych były szeroko dyskutowane, choć były one mało uzasadnione. Nowsze badania sugerują, że można modelować pozytywne relacje między chlorofilem-a a produkcją łowisk i mogą one być bardzo silnie skorelowane, gdy zostaną zbadane we właściwej skali. Na przykład Ware i Thomson (2005) stwierdzili, że r2 wynoszący 0,87 między wydajnością miejscowych ryb (tony metryczne km−2) a średnimi rocznymi stężeniami chlorofilu-a (mg m−3). Inni odkryli Front Strefy Chlorofilowej Pacyfiku (gęstość chlorofilu 0,2 mg m−3), która ma być cechą określającą rozkład populacji żółwia karetta.